# Carine Mayo
Carine Mayo est une journaliste et écrivaine française habitant à Paris.

## Carrière professionnelle
Journaliste et écrivaine, elle a aussi été secrétaire puis présidente des Journalistes-écrivains pour la nature et l'écologie (JNE).
En 2000, lanceuse d'alerte, elle contribue à faire connaître l'affaire des cancers pédiatriques de Vincennes dans le Journal du dimanche et Ça m'intéresse.
Elle publie des ouvrages à la fois sur l'environnement et d'aide aux apprentissages fondamentaux des enfants.

## Ouvrages
- Devenir bon en maths - y a pas de problème !, Éditions Milan, 1999
- Il a du mal à apprendre à lire - comment l'aider ?, Albin Michel, 2004
- Le hérisson, un vagabond des jardins, Atlas, 2004
- Silencieuses et secrètes, les chauves-souris, Atlas, 2005
- Les Pipis font de la résistance, comment aider l'enfant à devenir propre ?, avec Stéphane Clerget, Albin Michel, 2006
- Des fauves méconnus, les petits félins, Atlas 2007
- Tous écocitadins - pédibus, cantine bio, compost de quartier, Terre Vivante Éditions, 2010
- Les Chats, Éditions Mango, 2010
- Les petits d'animaux de la montagne, Editions Mango, 2012
- Le guide de la permaculture au jardin, Terre Vivante, 2014[2]
- Le guide de la permaculture urbaine, Terre Vivante, 2017[3],[4],[5]
- Le bonheur est au jardin, Terre Vivante, 2021[6]